# Wiesław Czermiński
Wiesław Mieczysław Czermiński (ur. 16 czerwca 1889 w Piotrkowie Trybunalskim, zm. ?) – polski działacz niepodległościowy i społeczny, agronom, dyrektor biura zarządu głównego Ligi Morskiej i Kolonialnej, członek Rady Głównej  Centralnego Towarzystwa Organizacji i Kółek Rolniczych od 1934 roku.

## Życiorys
Wiesław Czermiński urodził się w rodzinie Stanisława i Marii z Szelągowskich. W 1909 roku ukończył polskie gimnazjum filologiczne w Piotrkowie Trybunalskim, następnie Wyższe Kursy Handlowe im. Augusta Zielińskiego (w 1912 roku) i Kursy Przemysłowo-Rolnicze w Warszawie (w 1916 roku). Uczestniczył w strajku szkolnym w 1905 roku. W 1908 roku za działalność niepodległościową został uwięziony przez władze rosyjskie. W 1914 roku służył w Wolnej Szkole Wojskowej Polskiej Organizacji Wojskowej. W 1915 roku zgłosił się do Batalionu Warszawskiego POW. W czasie okupacji niemieckiej Warszawy organizował szereg akcji przeciwko okupantom. M.in. uczestniczył w akcjach sabotażowych na „Wieczorze Trzech Wieszczów” w Teatrze Wielkim, na balu łamistrajków w sali Stowarzyszenia Techników przy ul. Włodzimierskiej w Warszawie, na balu łamistrajków w Dolinie Szwajcarskiej, na przedstawieniu „Eugeniusza Oniegina” ze względu na występ bojkotowanej aktorki Wohlówny.
W gimnazjum działał w organizacjach niepodległościowych: należał do Organizacji Młodzieży Narodowej, od około 1915 roku był członkiem Związku Młodzieży Polskiej „Zet”. W 1918 roku, będąc starszym bratem zetowym, został jednym z założycieli Związku Patriotycznego. W latach 1917–1924 pracował w Lublinie, z ramienia Związku Patriotyczengo był kierownikiem okręgów kółek rolniczych w województwie lubelskim i wołyńskim oraz Związku Młodzieży Wiejskiej.
Po traktacie brzeskim pracował jako jeden z organizatorów Straży Kresowej i kierował jej działalnością na terenie Lubelszczyzny i Podlasia.
W 1920 roku był członkiem Prezydium Wojewódzkiego Komitetu Obrony Narodowej w Lublinie, kierując propagandą w województwach lubelskim i wołyńskim.
W latach 1924–1931 piastował stanowisko dyrektora Centralnego Związku Kółek Rolniczych. Od 1931 roku pracował w Lidze Morskiej i Kolonialnej. Od 1 marca 1932 roku był sekretarzem generalnym, a następnie dyrektorem biura zarządu głównego Ligi Morskiej i Kolonialnej. Po 1926 roku, również z ramienia Związku Patriotycznego został członkiem Związku Naprawy Rzeczypospolitej, około 1937 roku przystąpił do Obozu Zjednoczenia Narodowego.
10 kwietnia 1926 roku ożenił się z Kazimierą Załuską. Przez większość dwudziestolecia międzywojennego mieszkali w Warszawie, przy ulicy Chocimskiej 15.
Dalsze jego losy są nieznane.

## Ordery i odznaczenia
- Krzyż Niepodległości (12 marca 1931)[9]
- Krzyż Oficerski Orderu Odrodzenia Polski (10 listopada 1927)[10]
- Złoty Krzyż Zasługi (11 listopada 1937)[11]
- Medal Pamiątkowy za Wojnę 1918–1921
- Krzyż Komandorski Orderu Białej Róży Finlandii (Finlandia)[4]